# 17777 Ornicar
17777 Ornicar (1998 FV9) là một tiểu hành tinh vành đai chính được phát hiện ngày 24 tháng 3 năm 1998 bởi Khảo sát tiểu hành tinh OCA-DLR ở Caussols.
In French elementary schools, the mnemonic phrase "mais ou et donc or ni car" ("but or và so yet nor for") is often used to help children learn coordinating conjunctions. The sequence sounds like the sentence "Mais où est donc Ornicar" ("but where could Ornicar be?"), và Ornicar sounds like a familiar name to most Frenchmen.